# Curt Östberg
Curt Östberg (smeknamn Storken) född 17 december 1905 i Stockholm, död 30 mars 1969 i Västerleds församling, var en svensk tennisspelare.

## Karriär
Curt Östberg var vid sidan av bland andra Sune Malmström och Harry Ramberg en av de främsta svenska tennisspelarna perioden kring 1930 innan Kalle Schröders genombrott. Han vann 11 singel-SM 1927-34 (varav 6 inomhus). Som dubbelspelare hade han sina största framgångar nationellt tillsammans med Harry Ramberg. De två vann 12 SM-dubbeltitlar (1927-1933). Han vann också 10 SM-tecken i mixeddubbel (1930-1941) varav 6 tillsammans med Sigrid Fick. De två sista mixeddubbel-titlarna vann han tillsammans med Birgit Gullbrandsson.  
Bland meriterna märks seger 1933 över den tyske storspelaren Gottfried von Cramm.
Östberg deltog i det svenska Davis Cup-laget 1929, 1933-34 och 1936-37. Han spelade totalt 17 matcher och vann 6 av dem. Tre av vinsterna var i dubbel tillsammans med Kalle Schröder. Han var senare icke spelande lagkapten för det svenska laget, bland annat 1946 vid mötet mot Jugoslavien som gått till historien som Undret i Varberg.  

## Spelaren och personen
Curt Östberg var en lång välväxt idrottsman. Hans spelstil har beskrivits som offensiv vilket gjorde honom effektiv både som singel- och dubbelspelare. Bäst kom hans spel till sin rätt inomhus.  Framförallt var hans backhand av hög klass liksom serve och volley. Han är också känd för sin koncentrationsförmåga under spel. 
Östberg var efter tenniskarriären ledare i Stockholms Allmänna Lawntennisklubb och fungerade där under flera år som hallintendent och allt-i-allo.